# Colpocaccus tantalus
Colpocaccus tantalus är en skalbaggsart som först beskrevs av Blackburn 1877.  Colpocaccus tantalus ingår i släktet Colpocaccus och familjen jordlöpare. Inga underarter finns listade i Catalogue of Life.